# ماروفناریتا
ماروفناریتا (انگلیسی:Marofinaritra) شهری در شمال ماداگاسکار و متعلق به منطقه منطقه آنتالاها که بخشی از منطقه ساوا است می‌باشد.

## جمعیت
جمعیت این شهر با توجه به سرشماری سال ۲۰۰۱ ماداگاسکار ، ۱۴٬۵۴۶ می‌باشد.